# José Viale
José N. Viale (ur. luty 1890, zm. 18 kwietnia 1941) – argentyński piłkarz, grający podczas kariery na pozycji napastnika. 

## Kariera klubowa
José Viale całą piłkarską karierę spędził w klubie Newell’s Old Boys Rosario.

## Kariera reprezentacyjna
W reprezentacji Argentyny Viale występował w latach 1906-1916. W reprezentacji zadebiutował 15 sierpnia 1908 w zremisowanym 2-2 meczu z Urugwajem, którego stawką była Copa Lipton. 
W 1910 został powołany na pierwszą, jeszcze nieoficjalną edycję Mistrzostw Ameryki Południowej, który wówczas nazywał się Copa Centenario Revolución de Mayo 1910. Na turnieju w Buenos Aires Viale wystąpił w obu meczach Argentyny z Chile i Urugwajem, zdobywając w każdym z nich bramkę. Ostatni raz w reprezentacji Brown wystąpił 15 sierpnia 1915 w wygranym 2-1 meczu z Urugwajem, którego stawką było Copa Lipton. Ogółem w barwach albicelestes wystąpił w 19 meczach, w których zdobył 8 bramek. 
| Mecze i gole w reprezentacji | Mecze i gole w reprezentacji | Mecze i gole w reprezentacji | Mecze i gole w reprezentacji | Mecze i gole w reprezentacji | Mecze i gole w reprezentacji | Mecze i gole w reprezentacji |
| #                            | Data                         | Miasto                       | Przeciwnik                   | Gol                          | Wynik                        | Rozgrywki                    |
| ---------------------------- | ---------------------------- | ---------------------------- | ---------------------------- | ---------------------------- | ---------------------------- | ---------------------------- |
| 1.                           | 15.08.1908                   | Montevideo                   | Urugwaj                      |                              | 2:2                          | Copa Lipton                  |
| 2.                           | 15.08.1909                   | Buenos Aires                 | Urugwaj                      |                              | 2:1                          | Copa Lipton                  |
| 3.                           | 19.09.1909                   | Montevideo                   | Urugwaj                      | Gol                          | 2:2                          | Copa Newton                  |
| 4.                           | 10.10.1909                   | Buenos Aires                 | Urugwaj                      |                              | 3:1                          | Gran Premio                  |
| 5.                           | 27.05.1910                   | Buenos Aires                 | Chile                        | Gol                          | 3:1                          | towarzyski                   |
| 6.                           | 05.06.1910                   | Buenos Aires                 | Chile                        | Gol                          | 5:1                          | Copa Centenario              |
| 7.                           | 12.06.1910                   | Buenos Aires                 | Urugwaj                      | Gol                          | 4:1                          | Copa Centenario              |
| 8.                           | 15.08.1910                   | Montevideo                   | Urugwaj                      |                              | 1:3                          | Copa Lipton                  |
| 9.                           | 11.09.1910                   | Viña del Mar                 | Chile                        |                              | 3:0                          | towarzyski                   |
| 10.                          | 13.11.1910                   | Buenos Aires                 | Urugwaj                      |                              | 1:1                          | Gran Premio                  |
| 11.                          | 27.11.1910                   | Buenos Aires                 | Urugwaj                      | Gol                          | 2:6                          | Gran Premio                  |
| 12.                          | 15.08.1911                   | Buenos Aires                 | Urugwaj                      |                              | 0:2                          | Copa Lipton                  |
| 13.                          | 15.08.1912                   | Montevideo                   | Urugwaj                      |                              | 0:2                          | Copa Lipton                  |
| 14.                          | 25.08.1912                   | Montevideo                   | Urugwaj                      |                              | 0:3                          | Gran Premio                  |
| 15.                          | 06.10.1912                   | Avellaneda                   | Urugwaj                      | Gol · Gol                    | 3:3                          | Copa Newton                  |
| 16.                          | 01.12.1912                   | Montevideo                   | Urugwaj                      | Gol                          | 3:1                          | towarzyski                   |
| 17.                          | 15.08.1913                   | Avellaneda                   | Urugwaj                      |                              | 4:0                          | Copa Lipton                  |
| 18.                          | 05.10.1913                   | Montevideo                   | Urugwaj                      |                              | 0:1                          | Gran Premio                  |
| 19.                          | 15.08.1915                   | Buenos Aires                 | Urugwaj                      |                              | 2:1                          | Copa Lipton                  |